# Phlebotomus philippinensis
Phlebotomus philippinensis är en tvåvingeart som beskrevs av Manalang 1930. Phlebotomus philippinensis ingår i släktet Phlebotomus och familjen fjärilsmyggor. Inga underarter finns listade i Catalogue of Life.